# Varympompi
Varympompi  este un oraș în Grecia în prefectura Attica.